# Polônia nos Jogos Olímpicos de Verão de 1992
A  Polônia competiu nos Jogos Olímpicos de Verão de 1992, em Barcelona, na Espanha.
Predefinição:Polônia Nos Jogos Olimpicos De Verão de 1992